# لاري يونت
لاري يونت (بالإنجليزية: Larry Yount)‏ هو لاعب كرة قاعدة أمريكي، ولد في 15 فبراير 1950 في هيوستن في الولايات المتحدة.

## وصلات خارجية
- لاري يونت على موقع دوري كرة القاعدة الرئيسي (الإنجليزية)
- لاري يونت على موقعبيزبول رفرنس.كوم (الدوري الرئيسي) (الإنجليزية)
- لاري يونت على موقعبيزبول رفرنس.كوم (الدوري الثانوي) (الإنجليزية)